# Pianosonate nr. 3 (Bax)
Arnold Bax voltooide zijn Pianosonate nr. 3  vermoedelijk op 23 november 1926 (deel 1 is ongedateerd).
Bax kwam met een turbulente pianosonate die Lewis Foreman in het boekwerkje bij de Chandosuitgave vergeleek met een ruwe zee. Het is onstuimig maar op sommige plaatsen heerst ook absolute kalmte. Het werd geweten aan de liefdescrisis tussen Bax en zijn toenmalige vriendin en muze pianiste Harriet Cohen. Crisis of niet, zij gaf wel een première van het werk op 18 november 1927 in Liverpool, Centre of the British Music Society aldaar. De ontvangst was lovend, zowel voor het werk, als de uitvoering.
Alhoewel lovend ontvangen, Bax bleef twijfelen aan het werk; hij moest er in zijn ogen te hard aan werken. De muziek werd later in 1932 gebruikt voor het ballet Unbowed, Bax vond het niet geslaagd.
De sonate  is in drie delen:
1. Allegro moderato – Vivo – Andante con moto – Tempo I - Vivace
2. Lento moderato
3. Allegro – Moderato molto espressivo – Tempo I

Er zijn in 2017 zes opnamen verkrijgbaar:
- Uitgave Lyrita: Iris Loveridge (1985-1963)
- Uitgave Naxos: Ashley Wass in 2003
- Uitgave Chandos: Eric Parkin in 1985
- Uitgave Oehms: Michael Endres
- Uitgave British Music Society: Malcolm Binns
- Uitgave Melba Recordings: Benjamin Martin